# Harrison Scott Brown
Harrison S. Brown (26 de septiembre de 1917 hasta 8 de diciembre de 1986) fue un físico estadounidense y geoquímico. En 1941 recibió un doctorado en química nuclear de la Universidad Johns Hopkins.
En 1942 Glenn T. Seaborg lo invitó a trabajar con él en la Universidad de Chicago en los Laboratorios Metalúrgicos, trabajando en formas para separar plutonio a partir de uranio. Con Orville Hill , Brown ideó un método eficaz de lograr esto mediante la evaporación de gases fluoruros. Se trasladó con algunos de sus colegas a Oak Ridge (Tennessee) para trabajar con el Reactor de Grafito X-10 en Clinton Engineer Works. Brown se unió al Proyecto Manhattan como supervisor del equipo y se convirtió en el primero en aislar con éxito un gramo de plutonio. Las técnicas descubiertas por el equipo demostró ser la base para los que se utilizan en el sitio de Hanford que proporcionó el plutonio para la bomba lanzada sobre Nagasaki el 9 de agosto de 1945.  Apenas cuatro meses más tarde, completó su libro "¿la destrucción debe ser nuestro destino?", un libro que detalla los peligros de las armas nucleares.
Brown regresó a la Universidad de Chicago para trabajar como profesor asistente de química en el Instituto de Estudios Nucleares en 1946. Fue acompañado por algunos de sus antiguos colegas del Proyecto Manhattan y juntos se convirtieron en el primer equipo para estudiar la geoquímica nuclear . Brown pasó a estudiar los meteoritos y las estructuras planetarias junto con las formas de la Tierra hasta la fecha, alentando Clair Cameron Patterson para investigar la composición isotópica de un hierro meteorito . Estudios de Patterson finalmente llevó a la primera aproximación final de la edad de la Tierra y el sistema solar. En 1948, Brown fue galardonado con la Asociación Americana para el Avance de la Ciencia premio por su trabajo en los meteoritos.
Entre 1951 y 1977 fue profesor de geoquímica del Instituto de Tecnología de California (Caltech). Mientras que allí él atrajo a varios excolegas y científicos de gran prestigio para el equipo. Juntos hicieron avances en la instrumentación telescópica, propulsión a chorro (que contribuye a la NASA y sus primeras misiones de exploración planetaria), y la astronomía infrarroja.
Brown se unió a la Academia Nacional de Ciencias de Estados Unidos en 1955 y fue nombrado su secretario de Relaciones Exteriores en enero de 1962, un papel que él llevaría a cabo hasta 1974. Él demostró un interés en las interacciones científicas entre los Estados Unidos y Europa del Este.
En 1983, Brown se retiró y se mudó a Albuquerque, Nuevo México, con su tercera esposa, Teresa Téllez. Brown estaba luchando contra el cáncer de pulmón, el tratamiento para el que se había traducido en una parálisis progresiva a través de la irradiación de la columna vertebral. Él murió en el Hospital de la Universidad de Nuevo México el 8 de diciembre de 1986.

## Libros y publicaciones
- Must Destruction Be Our Destiny? (1946)
- The Challenge of Man's Future (1954)
- The Next Hundred Years (1957)
- The Cassiopeia Affair with Chloe Zerwick (1968)
- The Human Future Revisited (1978)